# Relaciones internacionales del Imperio alemán

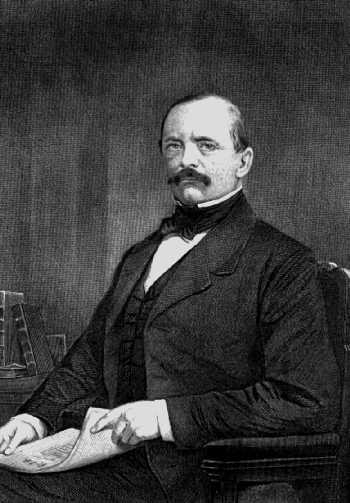
Otto von Bismarck, el artífice de la unificación alemana.

Las relaciones internacionales del Imperio alemán, comprende la política exterior del estado alemán entre 1871 y 1918 cuando estaba constituido como imperio.
Alemania no existió como Estado nación hasta 1871, año en el cual fue proclamado el Imperio alemán en la Galería de los Espejos del Palacio de Versalles; Sin embargo, la construcción de la unificación alemana fue un tema importante en las relaciones europeas, con la revolución de 1848 de una parte y la llegada al poder de Otto von Bismarck de la otra. Tal unificación condicionó las relaciones austro-prusianas y, luego, las relaciones franco-prusianas. Bismarck, canciller prusiano a partir de 1862 quería lograr la unidad alemana a "sangre y fuego", lo que supuso relaciones tensas con los Estados susceptibles se ser un obstáculo a esta unidad y a la grandeza de Alemania. El joven Imperio alemán fue en seguida reconocido en pie de igualdad por otras naciones en la diplomacia europea.

## LaWeltpolitik
Tras la proclamación del Imperio alemán en 1871, Alemania recuperó en pocas décadas un siglo de retraso con respecto al Reino Unido. Su nuevo poder económico la impulsa a mirar hacia el exterior. En este sentido, se puede hablar de imperialismo económico y cultural. Desde 1879, cuando se selló la alianza austro-alemana, los dos países emprendieron un acercamiento económico. La idea era formar una unión aduanera para crear una vasta zona de libre mercado en el centro de Europa, donde se pudieran comercializar los productos alemanes. Además, el Reich era el primer inversor exterior del Imperio austrohúngaro. El Imperio otomano constituía otro mercado: el ferrocarril Bagdadbahn comenzado en 1903 fue un ejemplo conocido de presencia alemana en el extranjero. Este imperialismo económico fue apoyado por la liga pangermanista, fundada en 1893. En 1905, Ernst Hasse, profesor de la Universidad de Leipzig publicó Weltpolitik, en donde retoma las teorías de Fichte al afirmar que «El límite de la nación alemana es la lengua». La expansión territorial fue justificada por el deseo de reunir a todos los germanoparlantes en un solo Estado. El pangermanismo ejerció cierta influencia en los medios políticos, universitarios y de negocios.
Alemania tenía también la vista puesta en África y el Pacífico donde esperaba obtener materias primas baratas y establecer puestos comerciales para comercializar sus productos manufacturados, pero Francia y Gran Bretaña ya se habían repartido desde hacía tiempo África y gran parte de Asia. Alemania, con excepción de unos pocos territorios como Camerún, no podía esperar obtener zonas de influencia en las colonias. Esta situación alimentó su resentimiento hacia las dos potencias colonias principales. En el Lejano Oriente, Alemania obtuvo el derecho a ocupar la bahía de Jiaozhou, donde construyó la base naval de Qingdao. Asimismo, el noreste de Nueva Guinea, varios archipiélagos del Pacífico (Marshall, Palaos, Bismarck, Salomon, Carolinas, Marianas, parte de Samoa) se convirtieron también en colonias fuertemente apreciadas por la flota de guerra. A inicios del siglo XX, en nombre de la Weltpolitik iniciada por su emperador Guillermo II, el Reich quiso establecerse en Marruecos. En 1905, Guillermo II efectuó una visita a Marruecos, puesta bajo tutela financiera francesa un año antes y afirmó su independencia. Este "golpe de Tanger" desencadenó una ola de germanofobia en Francia y la reunión el año siguiente de una conferencia internacional en Algeciras, en la que se establecieron implícitamente "derechos" particulares de Francia sobre el imperio del jerife. Así, Alemania vio retroceder sus pretensiones sobre Marruecos. Para protestar contra la intromisión progresiva de Francia en Marruecos, Alemania envió a un navío de guerra a Agadir. La tensión llegó a su punto más alto y el conflicto parecía inminente. Finalmente, el asunto se resolvió gracias a la política de apaciguamiento del presidente del Consejo francés, Joseph Caillaux. Un tratado franco-alemán firmado el 4 de noviembre de 1911 hizo posible un intercambio de territorios en África ecuatorial entre la colonia alemana de Camerún y la francesa del Congo. Pero, Alemania renunció a toda pretensión con respecto a Marruecos.
Más que una colonización, el Deutschtum im Ausland permitió una mayor influencia de Alemania en el extranjero: de 10 a 12 millones de emigrantes alemanes y descendientes de alemanes habitaban en todo el mundo y constituyeron un apoyo para la propaganda alemana. En 1913, la ley Delbrück permitió a los emigrantes conservar su nacionalidad alemana.

## Alemania en el juego europeo
Tras el advenimiento del Imperio Alemán, Bismarck trató de convencer a sus vecinos europeos de que no había razón para temer el nacionalismo panalemán, pero la situación siguió siendo inestable. En efecto, desde la anexión de Alsacia y Lorena, las relaciones entre Francia y el Reich eran muy tensas. El canciller Bismarck trató de aislar a Francia para evitar que estableciera alguna alianza en contra del Reich. En un primer momento, Bismarck intentó establecer alianzas con el Imperio austrohúngaro y el Imperio ruso, a pesar de que ambos tenían ambiciones hegemónicas sobre los Balcanes. En 1872-1873, la Liga de los Tres Emperadores aisló diplomáticamente a Francia, al tomar la forma de una serie de acuerdos, entre las cuales se encontraba una alianza defensiva germano-rusa.
Después del Congreso de Berlín de 1878 sobre la división de la parte europea del Imperio otomano, se hizo más intensa la rivalidad austro-rusa en los Balcanes. Bismarck fue acusado por Rusia de haber favorecido a su aliado austríaco. El zar declaró caduca la Entente y, en 1879, bajo el impulso de Bismarck, el Imperio Austro-Húngaro y Alemania firmaron una alianza militar. Se trataba de una alianza defensiva en el caso en que una de las dos potencias fuera atacada por Rusia y un compromiso de neutralidad si el agresor era otra potencia. El zar Alejandro II, preocupado por no quedar aislado en el tablero europeo, se reconcilió con los dos imperios centrales y entró de nuevo en el sistema bismarckiano con un tratado de neutralidad. 
En 1881, Italia solicitó su integración en la asociación germano-austríaca por oposición a Francia que se había establecido en Túnez, territorio que reivindicaba Italia. El 20 de mayo de 1881 se firmó un acuerdo tripartito: la Triple Alianza (1882). Pero Italia no era una aliada segura, pues reivindicaba la Provincia autónoma de Trento e Istria, entonces en manos de Austria.
Contener el espíritu de venganza francés siguió siendo una preocupación de la política externa de la Alemania de Bismarck. El incidente Schnæbelé en 1887 fue un punto culminante de la crisis. La guerra fue evitada por poco. Para los nacionalistas franceses, el secuestro de Schnæbelé fue una provocación de Alemania con el fin de aumentar su poderío militar y desencadenar una guerra preventiva. Alemania, inquieta por una aproximación franco-rusa, firmó el Tratado de reaseguro con Rusia en 1887. En marzo de 1890, Bismarck presentó su dimisión porque el nuevo emperador Guillermo II de Alemania encontraba que el tratado de contra-seguro era contrario a la Triple Alianza y se niega a renovarlo. Esta situación significó la caída del sistema bismarckiano. Rusia, desdeñada por Guillermo II, se aproximó a Francia, lo que hizo posible la alianza franco-rusa de 1894.

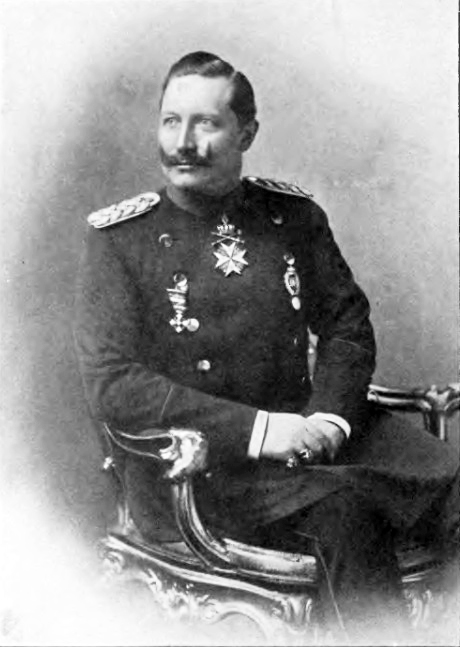
Guillermo II (1888-1918).

Guillermo II (1888-1918) quería hacer de Alemania una gran potencia naval y colonial. Fue aconsejado por Friedrich von Holstein y por Bernhard von Bülow, secretario de Estado de Asuntos Exteriores en 1897, luego Canciller del Imperio en 1900. Alfred von Tirpitz, comandante de la Marina Imperial a partir de 1897, hace aprobar las leyes-programas de 1898 y 1900, cuyos objetivos eran crear en dieciséis años una flota capaz de medirse con la flota británica en el Mar del Norte. El fin era forzar al Reino Unido a permanecer neutral en caso de guerra continental en dos frentes. Pero esta política de construcción de navíos de guerra no agrada al Reino Unido.
A inicios del siglo XX, Alemania no podía contar verdaderamente más que con un aliado: el Imperio austrohúngaro. La Alemania de Guillermo II conoce así un aislamiento creciente. En 1914, Alemania pudo contar con la simpatía de Turquía, la cual no ignoraba que Rusia había siempre buscado una salida al Mediterráneo y que no dejaba de reivindicar los Dardanelos. La amenaza se hizo evidente porque el Reino Unido que protegía anteriormente la Sublime Puerta se había convertido en aliado de Rusia. Para Turquía, únicamente un acercamiento con la Alemania de Guillermo II podía romper el aislamiento en el que se sentía prisionera. Alemania, que no tenía apenas colonias, completó un gran trabajo de propaganda, al presentarse a sí mismo como el protector de las naciones de ultramar y como el garante de su independencia. Así, fue capaz de encontrar simpatizantes entre los pueblos colonizados en todo el Mediterráneo, del Cáucaso a Marrakech.

## La Primera Guerra Mundial
Tras el Atentado de Sarajevo del 28 de junio de 1914, Berlín aconseja firmeza a la corona de Austria. Se piensa que al no contar con artillería pesada, Francia retendría a Rusia. Si bien se sabe del riesgo de la guerra, se piensa que este es limitado. Es la política denominada "del riesgo calculado", definida por el canciller Bethmann-Hollweg, porque no se cree en un apoyo incondicional de Rusia hacia Serbia. El 28 de julio, el Imperio austrohúngaro declara la guerra a Serbia y pone en marcha el mecanismo de las alianzas. Así, el 30 de julio, Rusia, aliada de Serbia, se moviliza. El 1 de agosto, Alemania declara la guerra a Rusia, con lo que moviliza a Francia. El 3 de agosto, Alemania que debe tomar la iniciativa militar siguiendo el Plan Schlieffen declara la guerra a Francia. El 4 de agosto, Alemania invade el territorio neutral de Bélgica. El Reino Unido declara la guerra a Alemania y comienza la Primera Guerra Mundial.
En septiembre de 1914, el canciller Theobald von Bethmann-Hollweg anuncia su programa de objetivos de la guerra: proyecta una gran zona de influencia económica alemana desde Escandinavia hasta los Balcanes. Luego, Alemania anuncia objetivos de guerra casi ilimitados: la anexión de una vasta zona en Francia, desde Boulogne hasta el Mosa y el Ródano; luego, Brest, Tolón, Bélgica y Luxemburgo. Alemania ve así constituirse un vasto imperio colonial. Considera apropiarse de las posesiones belgas y neerlandesas, Marruecos, África ecuatorial, Madagascar y las colonias portuguesas.
En noviembre de 1916, Bethmann Hollweg envía al embajador Johann Heinrich von Bernstorff a informarse en Washington sobre una eventual conferencia de paz. La Batalla de Verdún, que debía poner fin al ejército francés, no tuvo el éxito esperado. Ante la indecisión de la Casa Blanca, Bethmann Hollweg decide hacer su propia propuesta de paz y la ve quizás como la última oportunidad de obtener una paz equitativa, dado que, según él, el asunto de la guerra era desfavorable para Alemania. Tras la invasión de Rumania, a instancias de Austria-Hungría, Bethmann Hollweg propone una paz en el Reichstag el 12 de diciembre de 1916 en nombre de las Potencias Centrales. Guillermo II apoya entonces a su canciller con una propuesta que permitía a Alemania mantener los territorios ocupados. Los aliados se niegan.
Desde el verano de 1914, el bloqueo impuesto por la flota de la Etente pone fin prácticamente a los intercambio comerciales con los Estados Unidos que permanecen neutrales. El 10 de enero de 1917, el presidente de Estados Unidos Woodrow Wilson apoya en sus declaraciones las posiciones de los adversarios de Alemania. Además del restablecimiento de Serbia, Montenegro y Bélgica en sus derechos, los aliados exigen la evacuación de los territorios ocupados o anexados como Alsacia y Lorena. Wilson se dedicó entonces al proyecto de crear una liga internacional posterior a la guerra y se declara a favor de una "paz sin victoria". El 31 de enero de 1917, el canciller alemán dirige una nueva nota al presidente Wilson. Para él, la paz pasaba por la aceptación de una política de anexión alemana. El Kaiser autorizó también la guerra submarina a ultranza el 31 de enero. Todos los navíos que fueran al Reino Unido debían ser hundidos por los submarinos alemanes, incluso los neutrales. Esta política lesiona gravemente los intereses estadounidenses y conduce a la muerte de civiles norteamericanos (en especial, con el hundimiento del RMS Lusitania). En enero de 1917, el ministro-consejero Zimmermann no duda en prometer a México la alianza de Alemania contra Estados Unidos en caso de guerra y el retorno de Texas, Arizona y Nuevo México, territorios perdidos en el siglo XIX. Esta intervención alemana en los asuntos estadounidenses indigna a los norteamericanos. El 3 de febrero de 1917, Wilson rompe todo contacto diplomático con Alemania y hace entrar a su país en la guerra el 2 de abril de 1917.
En Rusia, después de las revoluciones de 1917, el deseo de paz es omnipresente en el país. Desde su llegada al poder, los soviéticos ratificaron un decreto de paz el 26 de octubre de 1917 y León Trotski propone una paz general. Los bolcheviques querían una "paz sin anexión ni indemnización". Las negociaciones comenzaron el 22 de diciembre de 1917, mientras Alemania controlaba gran parte del territorio occidental. Las relaciones diplomáticas entre los dos imperios se deterioran cuando Alemania firma la paz con Ucrania el 9 de febrero de 1918. Los combates son retomados incluso el 18 de febrero; pero al no querer perder el beneficio de la revolución, los rusos se ven forzados a firmar una paz separada el 3 de marzo de 1918 en Brest-Litovsk y renuncian a varios territorios. El tratado confirma el retroceso de la potencia rusa y la implantación económica y política de Alemania hasta en Ucrania. Así, al poner fin al frente oriental, Alemania se podía dedicar a una segunda ofensiva en el Oeste. Al mismo tiempo, en la primavera de 1918, en La Haya, el general von Haeften y los representantes de la embajada estadounidense entran en negociaciones. Las condiciones estadounidenses son muy desfavorables a Alemania para que los negociadores puedan admitirlas.

## El Tratado de Versalles y el fin del imperio

### ElDiktat
La derrota alemana en 1918 provocó el fin del régimen imperial y el surgimiento de la República de Weimar. Los negociadores alemanes dirigidos por Brockdorff-Rantzau intentaron defender el Antiguo Régimen imperial, pero la delegación alemana no participó en la elaboración del tratado. Los negociadores recibieron el tratado el 7 de mayo de 1919 y debían dar su respuesta en 15 días. Las contra-propuestas alemanas fueron rechazadas por los vencedores, salvo una: la organización de un referéndum en la provincia de Alta Silesia. Tras una larga indecisión, el nuevo jefe de gobierno, el centrista Bauer tomó la decisión de aceptar la firma del Tratado de Versalles el 28 de junio de 1919. Alemania perdió 1/7 de su territorio y cerca de 10% de su población: además de Alsacia y Lorena ya restituidas a Francia y Eupen y Malmedy a Bélgica, Alemania perdió por el Este Poznań, Klaipėda y una parte de Prusia Oriental para permitir la recreación de Polonia. El territorio alemán fue cortado en dos por el "corredor polaco". La parte norte de Schleswig fue reincorporada a Dinamarca al concluirse un referéndum.